# 朗格林根
朗格林根是德国巴伐利亚州的一个市镇。总面积42.10平方公里，总人口3765人，其中男性1896人，女性1869人（2011年12月31日），人口密度89人/平方公里。